# Black Narcissus
Black Narcissus is een Britse dramafilm uit 1947 onder regie van Michael Powell en Emeric Pressburger. Het scenario is gebaseerd op de gelijknamige roman uit 1939 van de Britse schrijfster Rumer Godden.

## Verhaal
Een congregatie anglicaanse nonnen krijgt de opdracht om in de bergen van de Himalaya een school en een ziekenhuis te stichten. Dat gaat echter niet vanzelf. Zij worden weldra verleid door de sensualiteit van de prachtige omgeving, door een bekeerde serail en door de aanwezigheid van een plaatselijke Britse agent. Zuster-overste Clodagh tracht intussen een ongelukkige liefde te verwerken.

## Rolverdeling
| Acteur           | Personage       |
| ---------------- | --------------- |
| Deborah Kerr     | Zuster Clodagh  |
| Flora Robson     | Zuster Philippa |
| Jenny Laird      | Zuster Honey    |
| Judith Furse     | Zuster Briony   |
| Kathleen Byron   | Zuster Ruth     |
| Esmond Knight    | Oude generaal   |
| Sabu             | Jonge generaal  |
| David Farrar     | Mijnheer Dean   |
| Jean Simmons     | Kanchi          |
| May Hallatt      | Angu Ayah       |
| Eddie Whaley jr. | Joseph Anthony  |
| Shaun Noble      | Con             |
| Nancy Roberts    | Moeder Dorothea |
| Ley On           | Phuba           |